# Sankt Antoni
Sankt Antoni é uma comuna da Suíça, no Cantão Friburgo, com cerca de 1.903 habitantes. Estende-se por uma área de 16,86 km², de densidade populacional de 113 hab/km². Confina com as seguintes comunas: Alterswil, Heitenried, Schmitten, Tafers, Ueberstorf, Wahlern (BE), Wünnewil-Flamatt.
A língua oficial nesta comuna é o Alemão.